# Minstrel

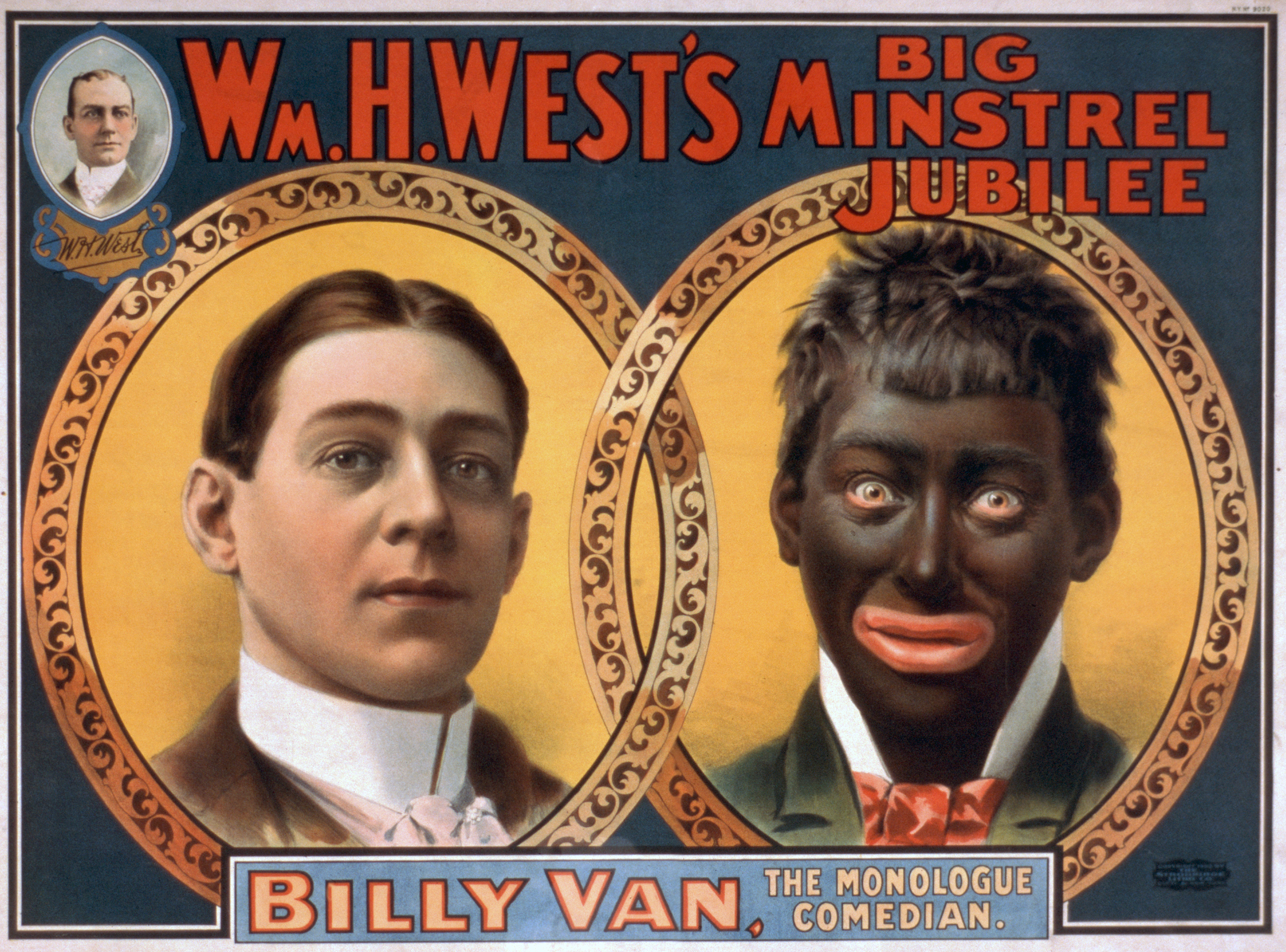
Cartel, hacia 1900.

El minstrel (usualmente en inglés, dicho en plural, los minstrels, o adjetivado, minstrelsy) era un género teatral musical típicamente estadounidense, cuyo periodo de mayor esplendor se sitúa entre 1840 y 1900. Se trataba de un género que, de alguna manera, aunaba la ópera inglesa con la música de origen negro, procedente de las plantaciones del sur. Su característica más evidente era el hecho de que solía tener connotaciones racistas, ya que siempre estaba ejecutada por actores blancos, que pintaban sus caras de negro para interpretar canciones y bailes donde imitaban a los negros de forma cómica. Cuando, ya a partir de 1855, comenzaron a actuar actores negros, ellos mismos tenían que responder al estereotipo instalado, incluso pintándose la cara.

## Origen y desarrollo
En el origen teatral del género se encuentran diversas óperas inglesas, representadas en Estados Unidos con gran éxito a finales del siglo XVIII, que incorporaban papeles de negros interpretados por actores ingleses. Así, por ejemplo, The Padlock, de Charles Dibdin (1769), que continuó en cartel hasta 1797; The Archers, de Benjamin Carr (1796), entre otras. Junto a ellas, se desarrollaron en los últimos años del siglo una serie de espectáculos de circo que incluían números musicales y óperas cómicas, el más famoso de los cuales fue el de John Rickets, en los que comenzaron a verse números musicales interpretados por actores con la cara tiznada. Hacia 1820 eran ya comunes los bailes con cara ennegrecida y cantos de plantación.
Entre 1828 y 1829, Thomas Dartmouth Rice presentó un espectáculo en el que un actor, parodiando a un negro viejo y cojo, realizaba un baile acrobático en una jiga, dando vueltas y volteretas. El número se llamó Jump Jim Crow y supuso un éxito enorme, que se amplió cuando lo presentó en Londres, en 1836. La gran popularidad de este y otros números parecidos dieron lugar a la aparición de las primeras obras basadas en ella, compuestas por Daniel Decatur Emett, William Whitlock, Richard Pelham y Frank Bower, que actuaban bajo el nombre de The Virginia Minstrels. El éxito fue tan descomunal que en menos de tres años aparecieron en Estados Unidos centenares de compañías del género, que en círculos de clase media se conocieron inicialmente como Ópera Etíope. El propio Mark Twain recuerda en sus obras el impacto que causó este nuevo espectáculo entre las clases medias.

### Internacionalización
Durante su momento más álgido, este espectáculo se volvió muy rentable en las diversas facetas en las que se podía trabajar, tanto como compositor, como intérprete, como comediante o como empresario. A medida que su fama crecía, también aumentaba el número de conjuntos de la escena y con ello la competitividad. Así, diversos grupos decidieron probar suerte en otros países, con tal de abarcar nuevos escenarios y encontrar lugares donde no tuviesen competencia. Para lograr su objetivo, estas agrupaciones se aprovecharon de las rutas comerciales existentes, las cuales también eran transitadas por diversos tipos de espectáculos como el circo, los conjuntos de ópera o las compañías dramáticas. Igualmente, utilizaron las redes que tenían con artistas, mánager y empresarios de otros centros artísticos ubicados en los variados puertos de arribo, en un momento en que la música se incorpora a la economía capitalista y se consolida el poder de una burguesía industrial adinerada, favoreciendo así el mercado de bienes culturales y la profesionalización de artistas.
Debido a esto, a lo largo del siglo XIX el minstrel llegó a todos los continentes del mundo. Esta difusión ha sido ampliamente abordada por la academia angloparlante y es considerado como el primer medio a través del cual se exportó la cultura popular estadounidense. Pero esta internacionalización se ha enfocado principalmente en los países y colonias de habla inglesa (Inglaterra, Australia, Sudáfrica) y las conexiones con los centros culturales relevantes de las dos principales rutas que estas agrupaciones utilizaron: la ruta atlántica y la del pacífico. Respecto a esta última, los principales trabajos que existen se centran en el eje Australia-Estados Unidos.
La dispersión del género comenzó entre los países con los que Estados Unidos tenía una mayor afinidad cultural y económica. Así, uno de los principales destinos de los conjuntos de minstrel fue Reino Unido. Los primeros registros que se tiene son de Thomas Dartmouth Rice, con su show “Jump Jim Crow”, en 1836 y los Ethiopian Serenaders en 1842. Otros destinos que persiguieron los conjuntos de minstrel corresponden a las colonias inglesas como Sudáfrica, India, Jamaica y Canadá. 
Respecto a los territorios ubicados hacia el océano pacífico, el primer destino de los conjuntos fueron Hawái y Australia. Esto se debe a la estrecha conexión comercial entre Melbourne y San Francisco que se estableció producto de la fiebre del oro. El circuito del pacífico se originó a raíz de las rutas comerciales transnacionales entre los distintos territorios que poseían una salida al océano pacífico. Para el periodo de 1850, el circuito consistía principalmente entre San Francisco y Melbourne, incluyendo Hawái y Tahití, pero ya para el año 1860 nuevos centros urbanos y mercados se fueron uniendo al circuito; entre estos destinos el autor destaca Batavia, Singapur, Manila, y Hong Kong. Fue precisamente a principios 1860, que los conjuntos de minstrel comenzaron a incluir Latinoamérica dentro de su circuito. Uno de los primeros países de los que se tiene registro es Chile en el año 1861. Ese año, un conjunto conocido como “Los Cantores Africanos” realizó actuaciones en Valparaíso y Santiago. Asimismo, se tienen registro de conjuntos realizando presentaciones en Argentina entre los años 1869 y 1873.

## La música del minstrel
La música de estas obras no era realmente música original de los negros del sur sino más bien una amalgama de la idea que los blancos tenían entonces de la música negra. Mezcla, por tanto, de himnos, work songs y la vieja música folclórica de violín y banjo, mucho más cercana a la música de Irlanda y Escocia que a la tradición musical africana. También se introdujeron canciones sentimentales del tipo de las compuestas por Stephen Foster, que tenían un gran éxito en la época. La irrupción de actores y compañías negras en el minstrel, a partir de 1850-1855, no cambió esencialmente esta situación; al menos, hasta después de la guerra de Secesión y la abolición de la esclavitud, cuando comenzaron a introducir en estos espectáculos su propia música, especialmente bailes como el cakewalk o el black bottom, y formas básicas de jazz, como el ragtime. Algunos intérpretes consiguieron una gran popularidad, como Aida Overton Walker, conocida como «la reina del cakewalk». De esa forma, aunque el jazz propiamente dicho nunca formó parte de los minstrels, estos tuvieron un papel importante en la difusión y proyección de las músicas que conformaron el jazz.
Algunos de los temas compuestos para el minstrel han quedado como clásicos que, después, fueron masivamente utilizados por las bandas de jazz: las canciones de los citados Foster y Emmett, anteriores a la Guerra; las posteriores de James Bland, como Carry me back to old Virginny y Oh dem golden slippers; etc.